# 10cc
10cc ist eine britische Rockband, die ihre größten Erfolge in den 1970er Jahren hatte.

## Bandgeschichte

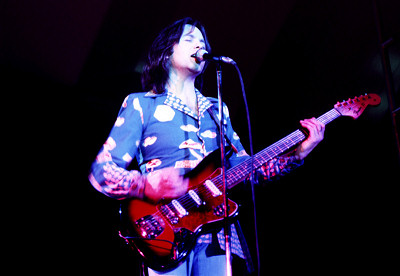
Eric Stewart 28. März 1976 in Oslo

Die Band stammt aus Manchester im Norden Englands. Eric Stewart (Gitarre und Gesang) war Ende der 1960er Jahre Mitglied der Beat-Band The Mindbenders. Der bekannte Songschreiber (z. B. für die Yardbirds, Hollies oder Herman’s Hermits) und Musiker Graham Gouldman (Bass), zuvor bei den Mockingbirds, schloss sich später ebenfalls den Mindbenders an. 1971 traten beide mit Lol Creme (Gitarre und Keyboards) und Kevin Godley (Schlagzeug, früher auch Mockingbirds) erstmals gemeinsam als Studioband für die Produktion des Albums Space Hymns des Psychedelic-Musikers Ramases in Erscheinung. 1970 hatten sie (noch ohne Graham Gouldman) unter dem Namen Hotlegs mit Neanderthal Man einen Nummer-2-Hit in England. Ab 1972 trat die Formation dann unter dem Namen 10cc in Erscheinung.

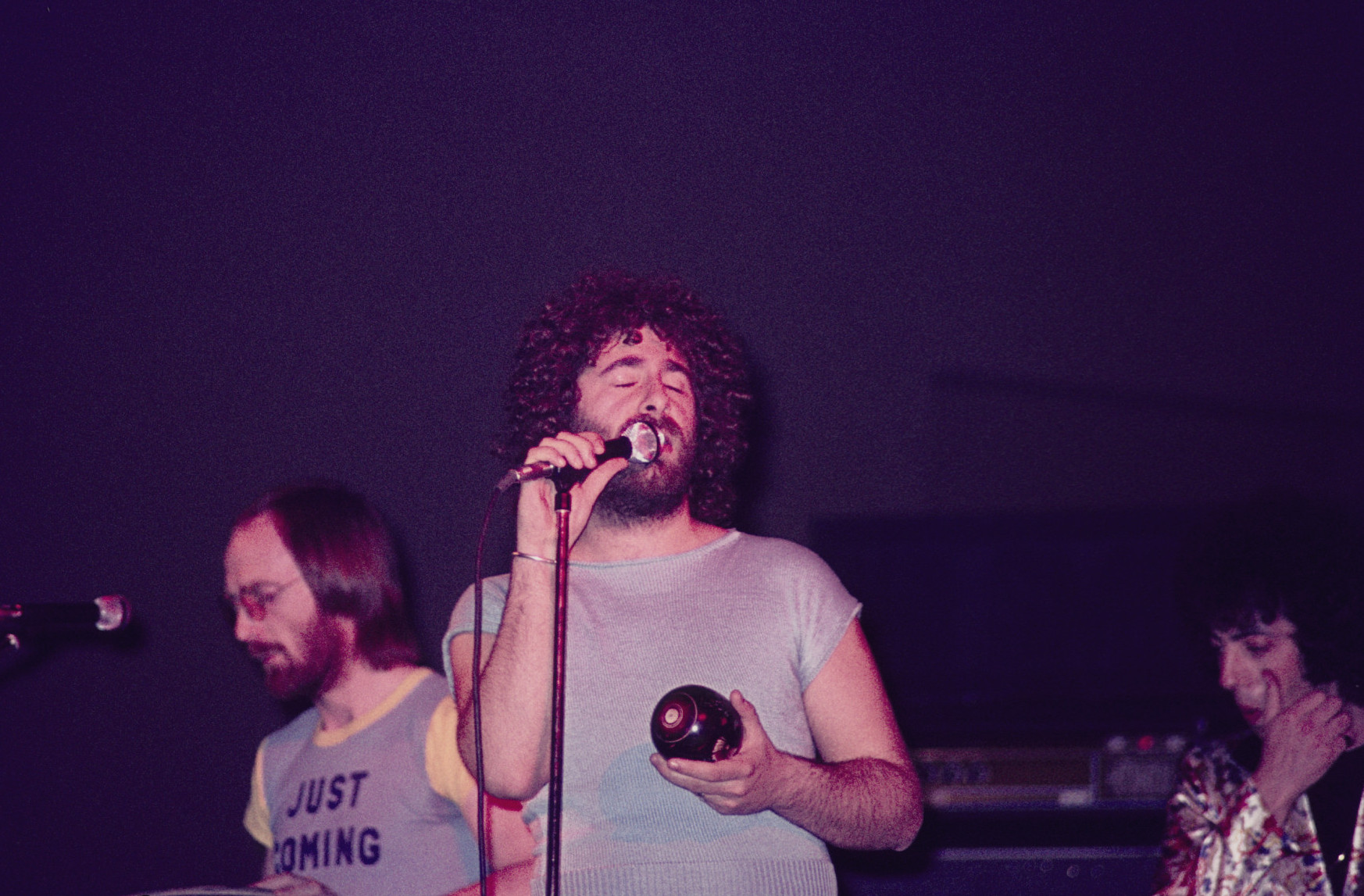
Kevin Godley, 1976

10cc steht für 10 Kubikzentimeter. Der Bandname soll, so eine Legende, vom angeblichen Durchschnittsspermavolumen eines Mannes bei einem Orgasmus abgeleitet sein, der real bei 2 bis 6 Kubikzentimeter liegt. Einige Beteiligte, darunter ihr erster Produzent Jonathan King, haben dies später dementiert.

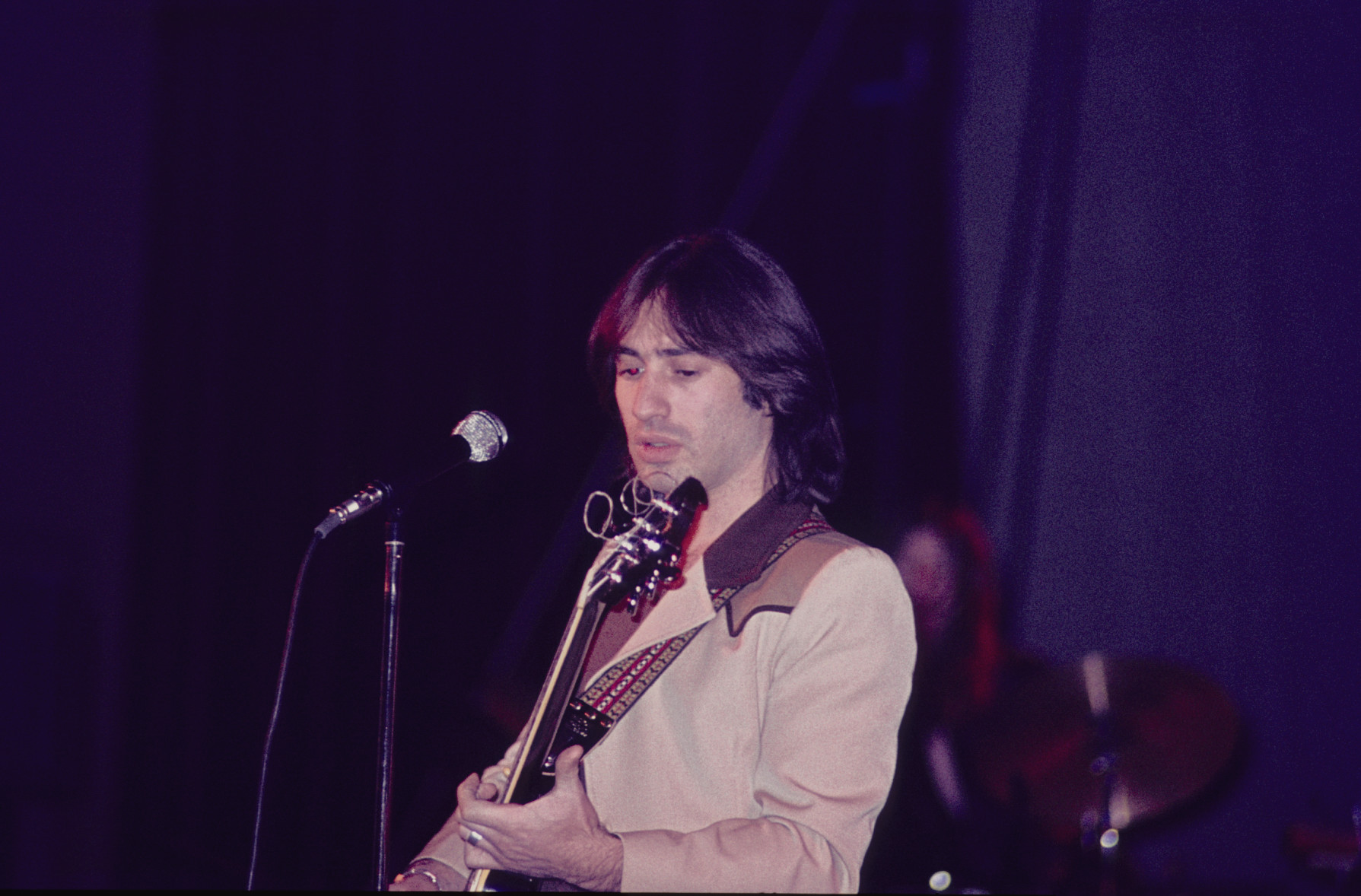
Lol Creme (1976)

Godley und Creme verließen die Band 1976, um selbst eine erfolgreiche Karriere unter dem Namen Godley & Creme zu starten. Für sie kamen Paul Burgess (Schlagzeug) (zwischenzeitlich von Stuart Tosh abgelöst), Duncan Mackay (Gesang und Keyboard) und Rick Fenn (Gesang und Gitarre).

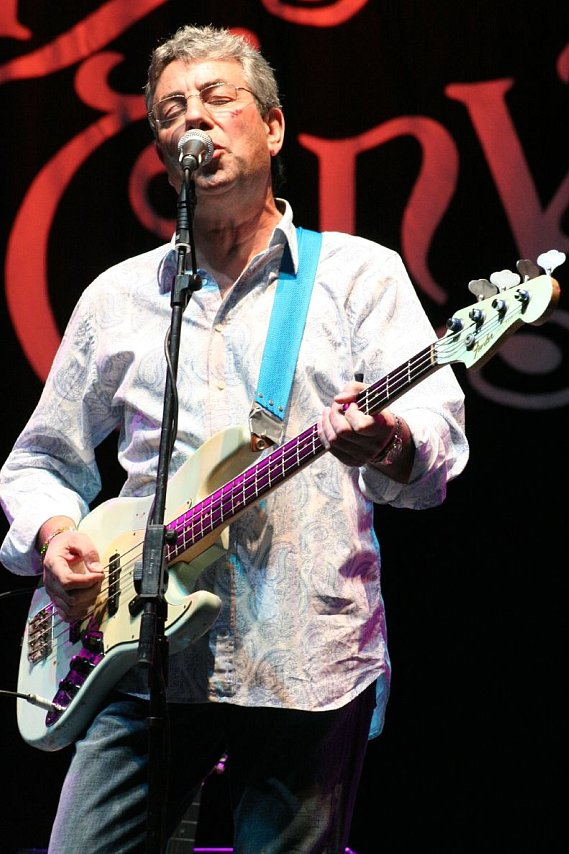
Graham Gouldman 2006

10cc zeichnet sich in allen Phasen ihres Bestehens durch reiche stilistische Vielfalt aus. Die kreativste Phase der Band reichte bis in die frühen 1980er Jahre, und sie veröffentlichte einige Welthits, die heute zum geläufigen Oldie-Repertoire zählen, z. B. Rubber Bullets (1973), The wall street shuffle (1974), I’m Not in Love (1975), I'm Mandy Fly Me (1976) und Dreadlock Holiday (1978).
10cc-Sänger Gouldman sang 2004 nochmals den großen Hit Dreadlock Holiday ein und ließ ihn von einem Münchner Produzententeam, das unter dem Pseudonym „Refresh Crew“ arbeitet, neu produzieren. Der Clubhit schaffte es in Indonesien bis auf Platz 1 der Airplaycharts und hielt sich dort über fünf Wochen. In Deutschland ist die neue Version nur auf Vinyl in die Plattenläden gekommen.

## Mitglieder
- Gründungsmitglieder sind fett dargestellt.
- Nur primäre Instrumente sind aufgelistet

## Diskografie
Studioalben

| Jahr | Titel Musiklabel                             | Höchstplatzierung, Gesamtwochen, AuszeichnungChartplatzierungen (Jahr, Titel, Musiklabel, Platzierungen, Wochen, Auszeichnungen, Anmerkungen) | Höchstplatzierung, Gesamtwochen, AuszeichnungChartplatzierungen (Jahr, Titel, Musiklabel, Platzierungen, Wochen, Auszeichnungen, Anmerkungen) | Höchstplatzierung, Gesamtwochen, AuszeichnungChartplatzierungen (Jahr, Titel, Musiklabel, Platzierungen, Wochen, Auszeichnungen, Anmerkungen) | Höchstplatzierung, Gesamtwochen, AuszeichnungChartplatzierungen (Jahr, Titel, Musiklabel, Platzierungen, Wochen, Auszeichnungen, Anmerkungen) | Höchstplatzierung, Gesamtwochen, AuszeichnungChartplatzierungen (Jahr, Titel, Musiklabel, Platzierungen, Wochen, Auszeichnungen, Anmerkungen) | Anmerkungen                              |
| Jahr | Titel Musiklabel                             | DE | AT | CH | UK | US | Anmerkungen                              |
| ---- | -------------------------------------------- | --- | --- | --- | --- | --- | ---------------------------------------- |
| 1972 | Thinks: School Stinks                        | — | — | — | — | — | Erstveröffentlichung: 1972 als Hotlegs   |
| 1973 | 10cc UK Records                              | — | — | — | UK36 Silber · (5 Wo.)UK | US161 (5 Wo.)US | Erstveröffentlichung: Juli 1973          |
| 1974 | Sheet Music UK Records                       | — | — | — | UK9 Gold · (24 Wo.)UK | US81 (14 Wo.)US | Erstveröffentlichung: 28. Mai 1974       |
| 1975 | The Original Soundtrack Mercury Records      | — | — | — | UK3 Gold · (40 Wo.)UK | US15 (25 Wo.)US | Erstveröffentlichung: 24. März 1975      |
| 1976 | How Dare You! Mercury Records                | — | — | — | UK5 Gold · (30 Wo.)UK | US47 (13 Wo.)US | Erstveröffentlichung: 2. Januar 1976     |
| 1977 | Deceptive Bends Mercury Records              | — | — | — | UK3 Gold · (21 Wo.)UK | US31 (20 Wo.)US | Erstveröffentlichung: 18. April 1977     |
| 1978 | Bloody Tourists Mercury Records              | DE12 (21 Wo.)DE | — | — | UK3 Silber · (15 Wo.)UK | US69 (17 Wo.)US | Erstveröffentlichung: 1. September 1978  |
| 1980 | Look Hear? Warner Bros. / Mercury Records    | DE40 (10 Wo.)DE | — | — | UK35 (5 Wo.)UK | US180 (2 Wo.)US | Erstveröffentlichung: 28. März 1980      |
| 1981 | Ten Out of 10 Warner Bros. / Mercury Records | — | — | — | — | — | Erstveröffentlichung: 27. November 1981  |
| 1983 | Windows in the Jungle Mercury Records        | — | — | — | UK70 (2 Wo.)UK | — | Erstveröffentlichung: 16. September 1983 |
| 1992 | Meanwhile Polydor                            | — | — | — | — | — | Erstveröffentlichung: 11. Mai 1992       |
| 1995 | Mirror Mirror ZYX                            | — | — | — | — | — | Erstveröffentlichung: 28. März 1995      |

grau schraffiert: keine Chartdaten aus diesem Jahr verfügbar

## Solo-Veröffentlichungen
| - 1968: The Graham Gouldman Thing - 1980: Animalympics - 2002: And Another Thing... - 1966: Stop! Stop! Stop! (Or Honey I’ll Be Gone) / Better to Have Loved and Lost - 1972: Nowhere to Go / Growing Older - 1979: Sunburn / Think About It - 1980: Away From It All / Bionic Boar - 1980: Love’s Not for Me (Rene’s Song) / Bionic Boar - 1973: Naughty Nola / Bumbler [as Lol] - 1974: Chimera - 1977: Score - 1980: Visa - 1977: Witches / Spaghetti Smooch / Jigaloda [demo] - 1978: Sirius III / The Serious Side of Sirius III - 1981: Sirius III Mark II / In the Pink [12″] | - 1980: Girls - 1982: Frooty Rooties - 2003: Do Not Bend - 2009: Viva la Difference - 1980: Girls / Discolapse - 1980: Warm, Warm, Warm / Switch Le Bitch - 1995: Naked Flame - 1997: Sunshine Everyday - 1999: Freedom Road - 2003: Oh! - 2004: My Foolish Heart - 2006: The Mansarde Sessions - 2007: Extras - 2009: The Road Will Rise |